# Турски шанац
Турски Шанац је археолошки локалитет који се налази на левој обали Дунава у близини Бачке Паланке. Припада категорији споменика од великог значаја, уписан у локални регистар 1995. године. На налазишту су откривени остаци келтског опидума, земљаног утврђења у облику прстена, у коме је највероватније живело келтско племе Боји. Бедеми су ширине 5 метара, очувани у висини од 1.80 метара. Археолошка ископавања су започела 1970. године, када је откривено полуземуничко насеље, као и остаци бедема, од кога се јужно простирало латенско насеље. Такође су откривени остаци керамике и метала. Локалитет је датован у 1. век.